# Allis Helleland
Allis Helleland (født Johannesen 21. juni 1953 i Vandborg) er en dansk kunsthistoriker og museumsdirektør. Hun var i 13 år direktør på Statens Museum for Kunst. 2007 – 2008 var hun direktør for det norske nationalmuseum.
Allis Helleland er uddannet mag.art. i kunsthistorie ved Aarhus Universitet (1985). Hun blev udnævnt til ridder af Dannebrogordenen i 1996. Hun er gift med den norske overlæge Håkon Einar Helleland (f. 1944), og har to børn.
Allis Helleland blev ansat som direktør for Nasjonalmuseet i Norge i 2007, med en årsløn på 1,25 millioner kroner.
Lønnen får hun i alle de år, hendes kontrakt løber, også selvom hun skulle blive fyret. I august 2008 blev det offentliggjort, at Helleland fratræder sin stilling efter at museets ansatte har udtrykt mistillid til hende og museets bestyrelsesformand. Blandt kritikpunkterne er hendes ledelsesstil.

## Ansættelser
- 1985-1987: Museumsinspektør på Nordjyllands Kunstmuseum
- 1989-1992: Museumsinspektør på Aarhus Kunstmuseum
- 1992-1994: Inspektør på Museet på Koldinghus
- 1994-2007: Direktør for Statens Museum for Kunst
- 2007- 2008: Direktør for Nasjonalmuseet for kunst, arkitektur og design, Oslo